# Sasha Pieterse
Sasha Pieterse (Johannesburg, Dél-afrikai Köztársaság, 1996. február 17. –) dél-afrikai származású amerikai színésznő, énekes, dalszerző. 
Szerepelt a Cápasrác és Lávalány kalandjai (2005), a Lélegzet (2007) és a Bájos törtetők (2011) című filmekben. A nagy áttörést a Hazug csajok társasága (2010–2017) televíziós sorozat hozta meg számára. A főszereplő Alison DiLaurentis megformálását a 2019-es Hazug csajok társasága: A perfekcionisták című folytatásban is elvállalta.

## Filmográfia

### Film
| Év   | Magyar cím                           | Eredeti cím                                    | Szerep                              | Magyar hang     |
| ---- | ------------------------------------ | ---------------------------------------------- | ----------------------------------- | --------------- |
| 2005 | Cápasrác és Lávalány kalandjai       | The Adventures of Sharkboy and Lavagirl in 3-D | Marissa Electricidad / Jéghercegnő  | Kántor Kitty    |
| 2007 | Lélegzet                             | The Air I Breathe                              | Sorrow fiatalon                     |                 |
| 2007 | A kabalapasi                         | Good Luck Chuck                                | Anisha gyerekként / Boszorkány lány | Tamási Nikolett |
| 2011 | X-Men: Az elsők                      | X-Men: First Class                             | tizenéves lány                      |                 |
| 2013 |                                      | G.B.F.                                         | Fawcett Brooks                      |                 |
| 2014 | Beépített hiba                       | Inherent Vice                                  | Japonica Fenway                     | Gáspár Kata     |
| 2015 |                                      | Burning Bodhi                                  | Aria                                |                 |
| 2017 |                                      | Coin Heist                                     | Dakota Cunningham                   |                 |
| 2018 |                                      | The Honor List                                 | Isabella Walker                     |                 |
| 2022 | Ivy + Bean: A szellemszabadító akció | Ivy + Bean: The Ghost That Had to Go           | Ms. Aruba-Tate                      | Kelemen Kata    |
| 2022 | Ivy + Bean: Mindörökké balett        | Ivy + Bean: Doomed to Dance                    | Ms. Aruba-Tate                      |                 |

### Televízió
| Év        | Magyar cím                                | Eredeti cím                             | Szerep                   | Megjegyzések                               |
| --------- | ----------------------------------------- | --------------------------------------- | ------------------------ | ------------------------------------------ |
| 2002–2003 |                                           | Family Affair                           | Buffy Davis              | főszereplő (8 epizód)                      |
| 2004      | Csillagkapu                               | Stargate SG-1                           | Grace                    | 1 epizód                                   |
| 2005      | Wanted: Élve vagy halva                   | Wanted                                  | Millie Rose              | 2 epizód                                   |
| 2005      | Doktor House                              | House                                   | Andie                    | 1 epizód                                   |
| 2007      |                                           | Claire                                  | Maggie Bannion           | tévéfilm                                   |
| 2007      | CSI: Miami helyszínelők                   | CSI: Miami                              | Beth Buckley             | 1 epizód                                   |
| 2009      | Nyomtalanul                               | Without a Trace                         | Daphne Stevens           | 1 epizód                                   |
| 2009      |                                           | Heroes: Slow Burn                       | Amanda Strazzulla        | websorozat (6 epizód)                      |
| 2009–2010 | Hősök                                     | Heroes                                  | Amanda Strazzulla        | - visszatérő szereplő - 4. évad (5 epizód) |
| 2010–2017 | Hazug csajok társasága                    | Pretty Little Liars                     | Alison DiLaurentis       | főszereplő (159 epizód)                    |
| 2011      | A médium                                  | Medium                                  | Marie DuBois (14 évesen) | 1 epizód                                   |
| 2011      | Bájos törtető                             | Geek Charming                           | Amy Loubalu              | tévéfilm                                   |
| 2014      | Hawaii Five-0                             | Hawaii Five-0                           | Dawn Hatfield            | 1 epizód                                   |
| 2016      |                                           | Sing It!                                | Destiny Wood             | 1 epizód                                   |
| 2017      |                                           | Dancing with the Stars                  | önmaga (versenyző)       | 25. évad                                   |
| 2019      | Hazug csajok társasága: A perfekcionisták | Pretty Little Liars: The Perfectionists | Alison DiLaurentis       | főszereplő (10 epizód)                     |
| 2019      |                                           | Epic Night                              | Shook                    | websorozat (2 epizód)                      |
| 2020      |                                           | Beat Bobby Flay                         | önmaga (vendég zsűritag) | 1 epizód                                   |
| 2020      |                                           | Sugar Rush Christmas                    | önmaga (vendég zsűritag) | 1 epizód                                   |

## Fordítás
- Ez a szócikk részben vagy egészben  a   Sasha Pieterse című angol Wikipédia-szócikk ezen változatának fordításán alapul.  Az eredeti cikk szerkesztőit annak laptörténete sorolja fel. Ez a jelzés csupán a megfogalmazás eredetét és a szerzői jogokat jelzi, nem szolgál a cikkben szereplő információk forrásmegjelöléseként.